# Rhipsalis dissimilis
Rhipsalis dissimilis ist eine Pflanzenart in der Gattung Rhipsalis aus der Familie der Kakteengewächse (Cactaceae). Das Artepitheton dissimilis stammt aus dem Lateinischen, bedeutet ‚ungleich‘ und verweist auf die Unähnlichkeit mit anderen Arten.

## Beschreibung
Rhipsalis dissimilis wächst epiphytisch oder lithophytisch mit offen streng akroton verzweigten, anfangs aufrechten und später überhängenden sehr variablen Trieben von unbegrenztem Wachstum. Es sind drei bis neun niedrige Rippen vorhanden. Manchmal sind die Triebe fast drehrund oder selten drei- bis fünfkantig. Sie weisen Durchmesser von 4 bis 10 Millimeter auf und sind 5 bis 15 Zentimeter lang.
Die hellgelben bis gelben Blüten erscheinen seitlich aus eingesenkten wolligen Areolen und erreichen einen Durchmesser von 1 bis 1,5 Zentimeter. Die nahezu kugelförmigen Früchte sind  rot und besitzen eine weiße Basis.

## Verbreitung, Systematik und Gefährdung
Rhipsalis dissimilis ist in den brasilianischen Bundesstaaten Paraná und São Paulo in Höhenlagen von 800 bis 1100 Metern verbreitet.
Die Erstbeschreibung als Lepismium dissimile erfolgte 1890 durch Gustaf Anders Lindberg. Karl Moritz Schumann stellte die Art noch im gleichen Jahr in die Gattung Rhipsalis.
Es werden folgende Formen unterschieden:
- Rhipsalis dissimilis f. dissimilis
- Rhipsalis dissimilis f. epiphyllanthoides (Backeb.) Barthlott & N.P.Taylor

In der Roten Liste gefährdeter Arten der IUCN wird die Art als „Endangered (EN)“, d. h. als stark gefährdet geführt.

## Nachweise